# Takuya Fukunaga
Takuya Fukunaga (jap. 福永拓哉 Fukunaga Takuya; ur. 12 marca 1994) – japoński lekkoatleta specjalizujący się w biegach sprinterskich.
Podczas mistrzostw świata juniorów młodszych indywidualnie był piąty w  biegu na 400 metrów, a wspólnie z kolegami z reprezentacji sięgnął po srebrny medal w sztafecie szwedzkiej. 
Rekordy życiowe: bieg na 400 metrów – 47,16 (8 lipca 2011, Lille Metropole). 